# 嬴
嬴（えい）は中国の漢姓の一つで、上古八大姓のひとつ。戦国時代の秦と趙の国姓であり、秦朝の国姓となった。現在では極めて珍しい姓である。

## 歴史
『風俗通義』：伯姓の出自で「嬴姓、伯益之後」としている。伯益は禹の治水事業に功績があり、舜から「嬴」を賜姓され、嬴城（現在の山東省済南市萊蕪区嬴城遺址）に封じされたとしている。
『史記』は伯益は牧畜や狩猟にすぐれ、後には禹の治水に功績があり、舜帝から嬴を賜姓されたとある。
『史記』の秦本紀によれば、時代の移り変わりで王室が分封して次の十四氏が派生したとしている：秦氏、趙氏、徐氏、黄氏、江氏、郯氏、莒氏、鍾離氏、運奄氏、菟裘氏、将梁氏、修魚氏、白冥氏、蜚廉氏。
周代の諸侯は国姓（君姓）を嬴とするものが多かった。たとえば秦、趙、郯、葛、黄、江、梁、徐、蕭などである。ただし、秦朝の滅亡後は、嬴姓の貴族は報復を恐れて趙姓に改める者が多かった。その他の嬴姓から変わった姓としては秦、徐、廉、費、谷、馬、駱、裴、瞿、葛、鍾、梁、黄、徐、江、沈、金、郯（談）、蓼（繆、廖）、莒（呂）、英、舒、鄺（曠）などがある。嬴姓は宋代には珍しい姓となっており、『百家姓』にも嬴姓は入っていないし、現在でも嬴姓を名乗る人は少数である。